# Liste der Landesbezeichnungen (Philatelie)
Diese Tabelle hilft bei der Zuordnung von Briefmarken zu den Ausgabe-Ländern anhand der Aufschrift. Hierbei nutzen viele Länder ihren Eigennamen in Landessprache als Beschriftung. In einigen Ländern fehlte vor 1900 eine Landesbezeichnung völlig, wie in Großbritannien noch heute.
| Name des Ausgabelandes                  | Bezeichnung auf der Briefmarke |
| Afghanistan                             | Afghan Post, Postes Afghanes |
| Ägäische Inseln (1921–1945)             | ISOLE ITALIANE DELL EGEO, Rodi, div. Aufdrucke wie: Calimno, Caso, Cos, Karki, Leros, .. |
| Ägypten                                 | Egypt, Postes d'Egypte |
| Albanien                                | SHQIPERIA, RPS SHQIPERIA, Posta SHQIPERIA, Posta Shqiptare, Republika Popullore e Shqiperise, RP e Shqiperise |
| Andorra                                 | Vallees d’Andorre, ANDORRE, Principat D’Andorra, ANDORRA |
| Angola                                  | Angola |
| Antigua und Barbuda                     | Antigua & Barbuda |
| Äquatorialguinea                        | República de Guinea Ecuatorial |
| Argentinien                             | Argentina, República Argentina |
| Armenien                                | Armenia |
| Aserbaidschan                           | Azərbaycan |
| Äthiopien                               | Ethiopia |
| Australien                              | Australia |
| Bahamas                                 | Bahamas |
| Bahrain                                 | State of Bahrain |
| Bangladesch                             | Bangladesh |
| Barbados                                | Barbados |
| Belarus                                 | Belarus |
| Belgien                                 | Belgique, Belgie |
| Belize                                  | Belize |
| Benin                                   | République du Dahomey, République populaire du Bénin, République du Bénin |
| Bhutan                                  | Bhutan |
| Bolivien                                | Correos de Bolivia, BOLIVIA |
| Bosnien und Herzegowina (1879–1918)     | Bosna i Hercegovina |
| Brasilien                               | Brasil Correio, Correios do Brasil, Brasil, (Correio E. U. do) Brazil |
| Brunei Darussalam                       | Brunei Darussalam |
| Bulgarien                               | България |
| Burkina Faso                            | Burkina Faso |
| Burundi                                 | Burundi |
| Chile                                   | Correos de Chile, Chile |
| China                                   | China |
| Cookinseln                              | Cook Islands |
| Costa Rica                              | Costa Rica |
| Côte d'Ivoire                           | République de Côte d'Ivoire |
| Dänemark                                | Danmark |
| Dänemark Färöer-Inseln                  | Føroyar |
| Dänemark Grönland                       | Grønland, Kalâllit Nunât, Kalaallit Nunaat |
| Deutschland                             | (siehe auch deutsche Staaten und Länder vor 1920 Altdeutschland), Reichspost, Deutsches Reich, Großdeutsches Reich, Deutsche Post, Deutsche Bundespost (1949–1995), Deutsche Bundespost Berlin (1949–1990), Deutsche Demokratische Republik, DDR, Deutsche Post der DDR (1949–1990), Deutschland (ab 1995) |
| Dominica                                | Dominica |
| Dominikanische Republik                 | República Dominicana |
| Dschibuti                               | Republique de Djibouti |
| Ecuador                                 | Correos del Ecuador |
| El Salvador                             | Correos de El Salvador |
| Eritrea                                 | Eritrea |
| Estland                                 | EESTI POST, EESTI VABARIIK, EESTI |
| Fidschi                                 | Fiji |
| Finnland                                | Suomi, Finland |
| Finnland Ålandinseln                    | Åland |
| Frankreich                              | Empire Français, Repub. Franç., Republique Française, RF, Postes Françaises, France |
| Gabun                                   | République Gabonaise |
| Gambia                                  | The Gambia |
| Georgien                                | Georgia |
| Ghana                                   | Ghana |
| Gibraltar                               | Gibraltar |
| Grenada                                 | Grenada |
| Griechenland                            | EΛΛAΣ, Hellas, EΛΛHNIKH ΔHMOKPATIA |
| Großbritannien                          | keine Landesbezeichnung, nur „Postage“, „Postage Revenue“ und/oder Kopf des jeweiligen Regenten |
| Großbritannien, Guernsey                | Bailiwick of Guernsey, Guernsey |
| Großbritannien, Alderney                | Alderney Bailiwick of Guernsey |
| Großbritannien, Insel Man               | Isle of Man |
| Großbritannien, Jersey                  | Jersey |
| Guatemala                               | Guatemala |
| Guinea                                  | République de Guinée |
| Guinea-Bissau                           | Guiné-Bissau |
| Guyana                                  | Guyana |
| Haiti                                   | République D'Haïti |
| Honduras                                | Honduras |
| Indien                                  | India |
| Indonesien                              | Republik Indonesia, Bajar Porto |
| Irland                                  | éire, Éire |
| Island                                  | Ísland |
| Italien                                 | Franco Bollo, Poste Italiane, Italia, Repubblica Italiana |
| Jamaika                                 | Jamaica |
| Japan                                   | Nippon |
| Jemen                                   | Y.A.R., Yemen Republic |
| Jugoslawien                             | Hrvatska SHS, Kraljevstovo, Jugoslavija, FNR Jugoslavija, PTT Jugoslavija |
| Kambodscha                              | Royaume, du Cambodge, R.P. Kampuchea |
| Kanada                                  | Canada (Postage) |
| Kap Verde                               | Cabo Verde |
| Kolumbien                               | Colombia, Correos (de) Colombia |
| Kroatien                                | HRVATSKA, Republika Hrvatska |
| Kuba                                    | Cuba |
| Lettland                                | Latvija |
| Liechtenstein                           | (Fürstentum) Liechtenstein |
| Litauen                                 | Lietuva |
| Luxemburg                               | Luxembourg |
| Malta                                   | Malta |
| Marokko                                 | Royaume du Maroc |
| Mexiko                                  | (CORREOS) MEXICO |
| Moldawien (ab 1991)                     | (Posta) Moldova |
| Monaco                                  | Monaco |
| Mongolei                                | Mongolia |
| Neuseeland                              | New Zealand |
| Neufundland (1857–1947)                 | Newfoundland |
| Nicaragua                               | (Correos de) Nicaragua, Republica de Nicaragua |
| Niederlande                             | Nederlands, Nederland |
| Nordkorea                               | DPR Korea |
| Norwegen                                | Norge, Noreg |
| Österreich                              | Kaiserliche Königliche Österreichische Post, Deutschösterreich, Österreich, Republik Österreich, Austria |
| Panama                                  | Correos Panama, República de Panamá |
| Panamakanalzone                         | CANAL ZONE POSTAGE |
| Paraguay                                | Correos del Paraguay, República Paraguay |
| Philippinen                             | Pilipinas |
| Polen                                   | Poczta Polska, Polska |
| Portugal                                | (Correio), Portugal Continente, Correios Portugal, Republica Portugesa, Portugal |
| Peru                                    | Correos (del) Peru, PERU, República Peruana |
| Ruanda                                  | République Rwandaise |
| Rumänien                                | Posta Romana, Romania und R.P. Romina Posta |
| Russland                                | Rossija, Россия |
| Demokratische Arabische Republik Sahara | Sahara OCC. R.A.S.D. |
| San Marino                              | Rep.Di S.Marino, Poste Rep.S.Marino, Republica di San Marino, San Marino |
| Schweden                                | Sverige |
| Schweiz                                 | Helvetia |
| Serbien                                 | Србија |
| Slowenien                               | Slovenija |
| Sowjetunion                             | ПОЧТА CCCP |
| Spanien                                 | (Correos), Correos de España, República Española, España |
| St. Vincent und die Grenadinen          | St. Vincent, Union Island, Grenadines of St.Vincent, St. Vincent & the Grenadines |
| Südafrika                               | (Republic of) South Africa, (Republiek van) Suid-Afrika, RSA |
| Suriname                                | Suriname |
| Syrien                                  | Syrian Arab Republic |
| Tansania                                | Tanzania |
| Trinidad und Tobago                     | Trinidad and Tobago, Trinidad & Tobago |
| Tschad                                  | République du Tchad |
| Tschechien                              | ČESKÁ REPUBLIKA |
| Tschechoslowakei                        | Československo |
| Tunesien                                | République Tunisienne |
| Türkei                                  | Emp. Ottoman, Postes Ottomanes, Türk Postalari, Türkiye Cümhuriyeti (Postalari), Türkiye Cumhuriyeti (Postalari), Türkiye (Postalari) |
| Ungarn                                  | Magyar Posta, Magyarország |
| Uruguay                                 | Correos Uruguay, República Oriental del Uruguay |
| USA                                     | U.S.Postage, United States Postage, United States, United States of America, US, U.S., USA |
| Vatikanstadt                            | Poste Vaticane, Città del Vaticano |
| Venezuela                               | Venezuela, Correos (de) Venezuela, Republica de Venezuela, EE.UU.DE VENEZUELA |
| Vereinigte Arabische Emirate            | Ajman, Ajman State, United Arab Emirates |
| Vietnam                                 | Việt Nam |
| Nordzypern                              | Kibris Türk Yönetimi, Kibris Türk Federe Devleti Postalari, Kuzey Kibris Türk Cumhuriyeti |
| Zaire                                   | Zaire, Republique du Zaire |
| Republik Zypern                         | Cyprus, ΚΥΠΡΟΣ, Kibris |